# Argia carlcooki
Argia carlcooki là một loài chuồn chuồn kim trong họ Coenagrionidae.
Argia carlcooki được miêu tả khoa học năm 1995 bởi Daigle.